# Myrcia racemosa
Myrcia racemosa  es una especie de planta fanerógama en la familia Myrtaceae. 

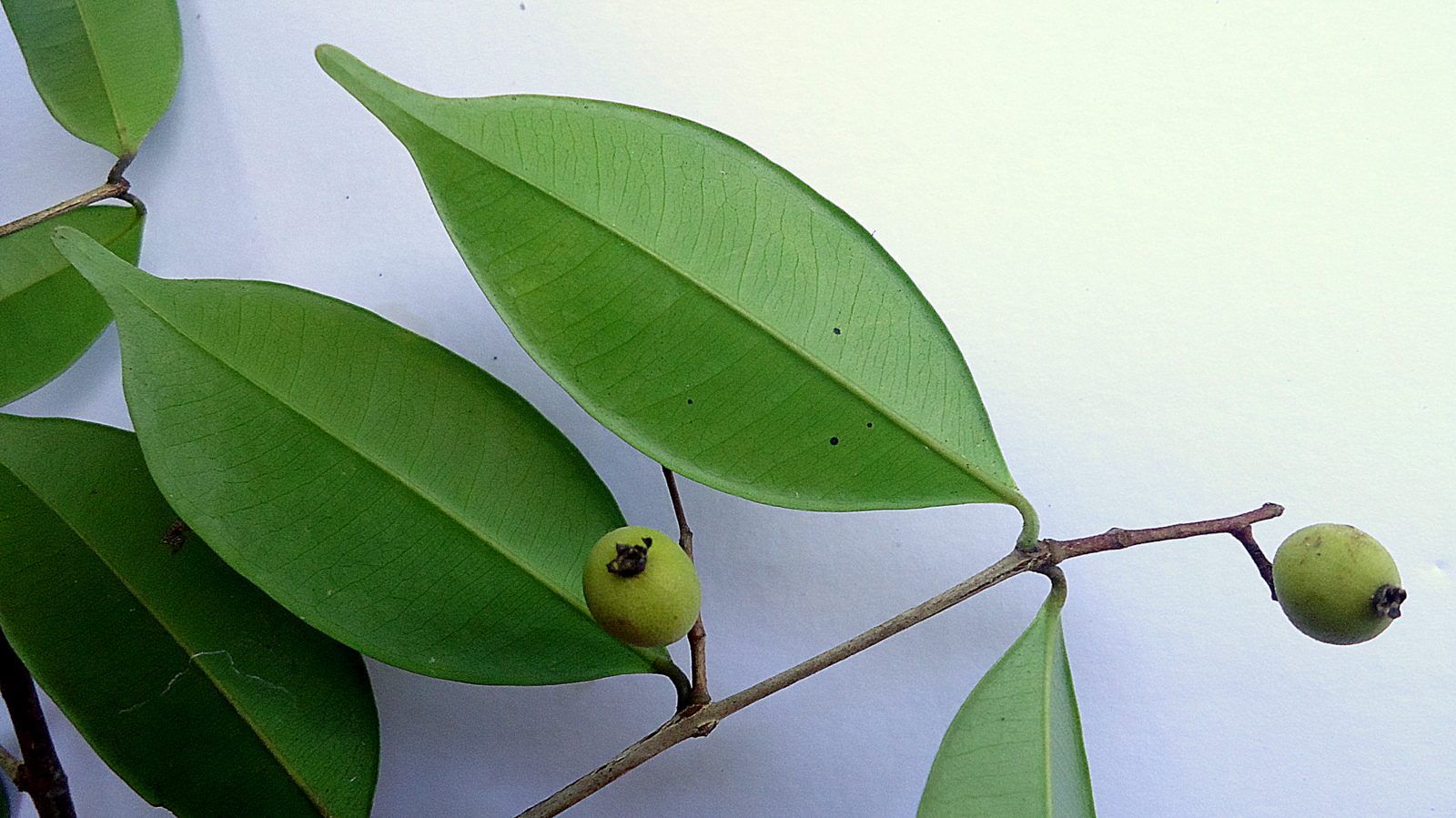
Detalle de la hoja

## Distribución y hábitat
Es endémica de Brasil donde se distribuye por el Cerrado y la Mata Atlántica.

## Taxonomía
Myrcia racemosa fue descrita por (O.Berg) Kiaersk. y publicado en Enumeratio Myrtacearum Brasiliensium 72. 1893.
Sinonimia
- Aulomyrcia gaudichaudiana O.Berg
- Aulomyrcia racemosa O.Berg
- Myrcia acuminatissima O.Berg
- Myrcia racemosa var. gaudichaudiana (O. Berg) D. Legrand	[3]